# Reeves Gabrels
Reeves Gabrels (Staten Island, 4 giugno 1956) è un chitarrista statunitense, conosciuto principalmente per la sua lunga collaborazione col cantautore britannico David Bowie, col quale ha lavorato continuativamente dal 1987 al 2000.

## I primi anni
Reeves Gabrels è nato nell'isola di Staten Island, uno dei cinque borough di New York, nel giugno 1956. Sua madre era una dattilografa e suo padre ha lavorato sui rimorchiatori nel porto di New York. Gabrels cominciò a suonare chitarra all'età di 13 anni, e l'anno seguente (1971) suo padre gli organizzò delle lezioni col suo amico e coetaneo Turk Van Lake, abitante nel vicinato, un musicista professionista che aveva suonato con Benny Goodman ed altri grandi interpreti.
Dopo la scuola superiore, Gabrels frequentò una Scuola di specializzazione nelle Arti Visuali a New York ma continuò a suonare la chitarra. Lavorando come sessionman incontrò il noto chitarrista jazz John Scofield, da cui prese alcune lezioni. Gabrels si trasferì a Boston per frequentare il famoso Berklee College of Music, che lasciò nel 1981, ben prima di laurearsi.

## La carriera
A Boston Gabrels ebbe una carriera di successo ed attiva prima e dopo che la sua associazione professionale con David Bowie cominciasse verso la fine degli anni ottanta. Durante quegli anni e i primi anni novanta Gabrels fu membro di gruppi musicali di Boston, come The Dark, Life on Earth, Rubber Rodeo, The Bentmen e Modern Farmer.
Il primo incontro con David Bowie risale al 1987 durante uno dei suoi tour e per il quale la futura moglie di Gabrels, Sara Terry, lavorava come addetto stampa. Più tardi Gabrels, dal 1989 al 1993 si unì a Bowie ed ai fratelli Sales (il batterista Hunt Sales e il bassista Tony Sales) nella complesso rock Tin Machine, per poi divenire una componente essenziale delle sonorità di Bowie, specialmente in 1.Outside (1995), Earthling (1997) e 'hours...' (1999), gli ultimi album con lui coprodotti. Nel 1999 Gabrels e Bowie crearono anche la colonna sonora del gioco di computer Omikron: The Nomad Soul per l'editore francese del gioco. Gabrels concluse la sua collaborazione professionale con Bowie alla fine del 1999.
In parallelo, mantenne una propria carriera eclettica come compositore ed autore di brani, come collaboratore musicale e come compositore ed esecutore di assolo. Le registrazioni di assolo di Gabrels comprendono The Sacred Squall of Now del 1995, Ulysses (Della Notte) del 2000, Live, Late, Loud del 2003 e Rockonica del 2005. Ulysses ha ricevuto una nomination nei Grammy del 1999 come produzione internet prima di essere resa disponibile su CD l'anno successivo.
Al musicista newyorchese si debbono colonne sonore come The Farmer's wife di David Sutherland del 1995 e collaborazioni col gruppo Public Enemy nella canzone Go Cat Go della colonna sonora del film He got game di Spike Lee (etichetta Def Jam Recordings, 1998). Ha anche scritto parti della colonna sonora per il videogame Deus Ex.
Gabrels e il chitarrista David Tronzo si associarono nel 1995 per produrre un album strumentale, Night in Amnesia, su etichetta Rounder Records. David ha anche lavorato con Robert Smith del gruppo The Cure negli anni novanta, collaborando alla traccia Wrong Number, a A Sign From God ed alla stesura della canzone Yesterday's Gone, cantata dallo stesso Smith nell'album Ulysses di Gabrels.
Gabrels appare insieme al gruppo Club D'Elf nell'album Now I Understand, opera prima della band di Boston guidata dal bassista Mike Rivard; nell'album si esibiscono anche John Medeski & Billy Martin (del trio jazz Medeski Martin and Wood), DJ Logic, Mat Maneri, Duke Levine, Alain Mallet, Mister Rourke ed altri. Nel 2008 l'etichetta tedesca AFM ha pubblicato l'album New Universal Order del supergruppo heavy metal X-World/5, composto dai chitarristi Gabrels e Andy LaRocque, dal cantante Nils K. Rue, dal bassista Magnus Rosén e dal batterista di Los Angeles Big Swede.
Nel 2006 si è stabilito a Nashville, nel Tennessee dove si esibisce col batterista Jeff Brown e il bassista Kevin Hornback in un trio chiamato "Reeves Gabrels and His Imaginary Friends".
Dal 25 maggio 2012 è entrato a far parte dei Cure per il loro Tour Summer Festivals.

## Strumentazione
Gabrels suona abitualmente una chitarra Fernandes Guitars. È noto per suonare le chitarre elettriche Steinberger e Parker Fly. Ha affermato durante delle interviste che preferisce suonare questi marchi innovativi e meno conosciuti, dato che i suoni delle marche più famose sono già stati resi famosi da altri chitarristi. Gabrels suona anche chitarre Gibson, Les Paul e The Flying V. Dal 2008 utilizza anche chitarre Reverend, della quale ha anche due modelli signature.